# Louise-Élisabeth de Wurtemberg-Oels
Louise-Élisabeth de Wurtemberg-Oels (4 mars 1673 - 28 avril 1736), est une duchesse de Wurtemberg-Oels par la naissance et par mariage duchesse de Saxe-Mersebourg-Lauchstädt. En 1709, elle relance l'Ordre du Crâne comme un Ordre de chevalerie pour les dames.

## Biographie
Née à Bernstadt (maintenant appelé Bierutów), la capitale du Duché de Bernstadt en Silésie, elle est l'aînée des sept enfants du duc Christian-Ulrich Ier de Wurtemberg-Œls et de sa première épouse, Anne-Élisabeth d'Anhalt-Bernbourg, fille du prince Christian II d'Anhalt-Bernbourg.
Sa mère est morte à la suite de complications dans son dernier accouchement le 3 septembre 1680 et son père se remarie à trois reprises: à Doberlug le 27 octobre 1683 à Sibylle Marie, fille du duc Christian Ier de Saxe-Mersebourg; à Hambourg, le 4 février 1695 à Sophie Wilhelmine, fille du prince Ennon-Louis de Frise orientale et à Güstrow le 6 décembre 1700 avec Sophie, une fille du duc Gustave-Adolphe de Mecklembourg-Güstrow. Louise Élisabeth et sa jeune sœur Sophie-Angélique de Wurtemberg-Œls (par le mariage duchesse de Saxe-Zeitz-Pegau-Neustadt) sont les seuls enfants survivants du mariage de ses parents.
Le 20 août 1688, à l'âge de 15 ans, Louise Élisabeth épouse le duc Philippe de Saxe-Mersebourg-Lauchstadt comme sa seconde épouse. Il a 31 ans et est le frère aîné de sa belle-mère Marie Sibylle. Une médaille est frappée en souvenir de leur mariage. Après le mariage, le couple réside à Mersebourg, où leur fils Christian Louis est né le 21 juillet 1689. Un an plus tard (1690), et en quelques jours, elle perd ses deux fils (6 juin) et son mari (qui est tombé pendant la Bataille de Fleurus, le 1er juillet). Louise Élisabeth a suivi son mari à Fleurus, et le camp où elle est restée est attaqué par les français. Par la suite, elle est rentrée dans des conditions difficiles vers Mersebourg et, de là, à Lauchstädt.
En 1704, son père est mort. Cette même année, elle déménage du château de Lauchstädt à son douaire, à Forst. Le château de Forst est inhabitée depuis Ferdinand II de Bieberstein, son dernier habitant, mort en 1667. Elle le renouvelle et l'élargit en ajoutant une chapelle. La grande salle au-dessus de la porte d'entrée est utilisée comme la chapelle du château.
En 1709, elle relance l'ordre ducal du crâne, de Wurtemberg-oels comme un ordre chevaleresque pour les dames. Aussi, en 1709, le premier bureau de poste est ouvert à Forst. Il est logé dans son palais, en raison de son engagement.
Entre 1717 et 1721, l'orchestre la cour est dirigé par Christian Auguste Jacobi (1688 - après 1725). En 1718, il compose ses de Noël de la cantate Der Himmel steht uns wieder offen pour ténor solo, chaîne ensemble, trompette et basse continue, exécutée pour la première fois le Jour de Noël 1718 dans la chapelle de la cour. Cette cantate est considérée comme représentatif de la musique baroque saxonne.
Elle vit à Forst jusqu'à sa mort, le 28 avril 1736. Elle est enterrée dans la crypte de l'église Saint-Nicolas dans la Forst (Lausitz).

## Héritage
La Elisabethstraße dans Forst est nommé d'après elle, à proximité de l'emplacement de son palais, qui n'existe plus. L'emplacement exact de sa tombe dans l'église Saint-Nicolas est inconnue.

## Descendance
De son mariage, Louise Élisabeth a un fils:
- Christian Louis (21 juillet 1689 à Mersebourg - 6 juin 1690, ibid.), prince héréditaire de Saxe-Mersebourg-Lauchstädt